# Anna Maria Peruzzi
Anna Maria Peruzzi (Bolonya, principis del segle xviii -morta després de 1746) fou una cantant italiana El 1722 es casà amb Antonio Peruzzi, també cantant, amb el que passà a Praga el 1725 com a primera tiple de la companyia d'òpera que finançava el comte de Sporck. El 1753 tornà a Itàlia i el 1746 encara cantava.